# باسيليسا وأنستازيا
باسيليسا وأنستازيا (باللاتينية: Basilissa et Anastasia) (– 68) هما سيدتان مسيحيتان استشهدتا في سبيل الإيمان على عهد نيرون.
كانت باسيليسا وأنستازيا شريفتين رومانيتين من الأثرياء، وتتلمذتا على أيدي الرسولين بطرس وبولس، ويرجح أنهما اللتان أخذتا رفاتيهما ودفنتاهما بعد إذ استشهدا.  وهذا لم يكن مرحبا به بالنسبة للجنود، فبنشاطهما المتمثل في أخذ رفات الشهداء وتكريمها، عرضت السيدتان نفسيهما للاضطهاد، إذ قُبِض عليهما ورغم التهديد، رفضتا التخلي عن إيمانهما المسيحي، وقُطِع رأساهما بحد السيف بأمر من الإمبراطور نيرون عام 68، بعد تعذيبهما؛ إذ مُزِّق لساناهما وكُشِط جلداهما بالخطاطيف وحُرِق بالنار واقتُلِعت أثداؤهما وبُتِرت أرجلهما..

## التطويب
يُعَيَّد بهما في 15 أبريل، وهما قديستان في كل من الكنيسة الرومانية الكاثوليكية والكنيسة الأرثوذكسية بشقيها الشرقي والمشرقي. يقبع رفاتاهما في كنيسة سانتا ماريا ديلا بيس في روما، ويطل تمثال باسيليسا مع تماثيل أخرى على ساحة القديس بطرس في الفاتيكان.

## وصلات خارجية
- القديسة باسيليسا في ساحة القديس بطرس في الفاتيكان